# Modelo
Modelo là một đô thị thuộc bang Santa Catarina, Brasil. Đô thị này có diện tích 92,717 km², dân số năm 2007 là 3772 người, mật độ 40,7 người/km².